# Željezno Žumberačko
Željezno Žumberačko je naseljeno mjesto u Republici Hrvatskoj u Zagrebačkoj županiji. 

## Zemljopis
Administrativno je u sastavu općine Žumberak. Naselje se proteže na površini od 3,42 km².

## Stanovništvo
Prema popisu stanovništva iz 2001. godine u naselju Željezno Žumberačko živi 40 stanovnika i to u 17 kućanstava. Gustoća naseljenosti iznosi 11,70 st./km².
| broj stanovnika | 115   | 155   | 163   | 210   | 211   | 210   | 214   | 229   | 165   | 159   | 140   | 105   | 86    | 74    | 40    | 34    | 27    |
|                 | 1857. | 1869. | 1880. | 1890. | 1900. | 1910. | 1921. | 1931. | 1948. | 1953. | 1961. | 1971. | 1981. | 1991. | 2001. | 2011. | 2021. |